# Лафаєт Рональд Габбард
Лафаєт Рональд Хаббард (англ. Lafayette Ronald Hubbard; 1911—1986) — американський фізик-ядерник і електронник, письменник і мислитель, льотчик і військовий моряк, композитор і митець, мореплавець і мандрівник,  філософ і фотограф, лікар і дослідник рослин, засновник новітнього релігійного руху «Церква Саєнтології» та пов'язаного з нею комплексу новітніх ідей та практик, направлених на духовне і фізичне вдосконалення людини. Написав близько 600 науково-фантастичних, пригодницьких, філософсько-релігійних та психологічних творів.

## З життєпису
Народився в Тілдені (штат Небраска), батько був офіцером, мати викладала у школі. Змалечку багато подорожував з батьками, переважно на Далекий Схід, побував в Японії, Китаї, Тибеті, Філіпінах. У 1930 році поступає в університеті Джорджа Вашингтона для вивчення будівельної справи . Також, записується до одного з перших курсів вивчення ядерної фізики. У 1931 році залишає навчання в університеті і на прожиття заробляє як письменник та пілот, бере участь у багатьох експедиціях. Критики 1930-х його відмічали Л.Р. Хаббарда як найплодовитішого письменника — для видань регулярно писав близько 100.000 слів за місяць. Також, писав сценарії до голлівудських фільмів «Таємничий пілот» (The Mysterious Pilot, 1937) та «Пригоди дикого Білла Гікока» (кінокомпанія «Коламбія пікчерз»), серіалу «Павук» (The Spider's Web, 1937—1938).

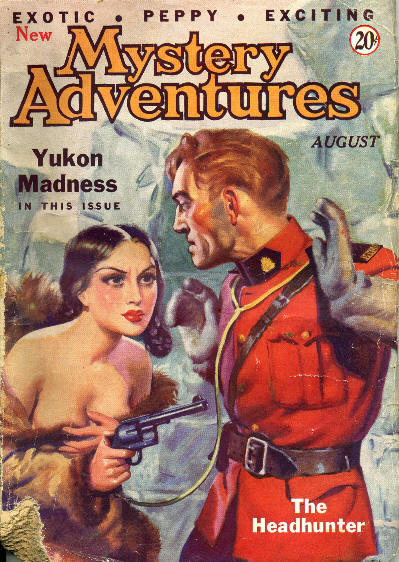
Обкладинка видання New Mystery Adventures з 1935 року із Габбардовим оповіданням Yukon Madness.

1933 року вперше одружився, з дружиною мали двох дітей.
У роки другої світової війни Л.Р. Хаббард був командиром протичовнового есмінця, який знищував підводні човни японців. Вкінці війни був тяжко поранений, прикутий до ліжка і втратив зір.  Його покинула дружина з дітьми. Але завдяки своїм дослідженням, зумів вилікувати себе і відновити зір. Після цього Л.Р. Хаббард їздив по військових госпіталях США і успішно лікував поранених другої світової війни.
У 1950 році опублікував книгу «Діанетика — сучасна наука розумового здоров'я» — як збірку новітніх поглядів на душевне здоров'я. Наукова спільнота відкинула дослідження Л.Р. Хаббарда як псевдонаукові, тому що його наукова практична діяльність не відповідала традиційному медикамедикаментозному вирішенню проблем зі здоров'ям людини, особливо, психічним. Одначе, книга швидко поширилася — було продано 150 000 екземплярів.
В 1952 році Л.Р. Хаббард розвиває Діанетику і наступним кроком було створення нового напрямку його вчення, котре він називає «саєнтологія», і  яке стало продовження або вищим рівнем його філософії. Того ж року він вдруге взяв шлюб — з Мері Сью Віпп.
У 1957 році написав книгу «Все про радіацію», у якій запровадив, так звану, «пурифікаційну програму», завдяки якій відбувалось успішне очищення клітини тіла від радіації, фармацевтики, наркотиків і алкоголю.
Від 1960-х і до смерті займався розвитком програми «нарконон» (реабілітація та профілактика наркозалежних) та вдосконаленням практики Діанетики і Саєнтології.
В 1970-х роках повертається до літературної діяльності, наслідком стало створення об'ємного роману «Поле битви — Земля» та багатотомного циклу романів «Місія — Земля».
В старшому віці потерпав від хронічного панкреатиту та інших захворювань. Через переслідування влади тривалий час проживав на власному кораблі в нейтральних водах. У 1986 році помер на власному ранчо.

## Вибрані фантастичні книги
- «Страх», 1940
- «Якби я був тобою», 1940
- «Друкарська машинка в небі», 1940
- «Депутат смерті», 1948
- «Раби сну», 1948
- «Фінальне затемнення», 1948
- «До зірок», 1954
- «Поле битви — Земля», 1982
- «Місія: Земля», 1985—1986, цикл романів у 10-ти томах

## Екранізації
- Поле битви — Земля